# Walter Schwarzacher
Walter Schwarzacher, auch Walther Schwarzacher (* 3. April 1892 in Salzburg; † 4. Juli 1958 in Wien) war ein österreichisch-deutscher Gerichtsmediziner.

## Leben
Schwarzacher studierte seit 1912 an der Universität Wien Medizin. Von 1914 bis 1918 leistete er Kriegsdienst. 1920 wurde er in Graz promoviert. Im selben Jahr trat er eine Stelle als Assistent am Institut für Gerichtliche Medizin der Universität Graz an. 1923 habilitierte er sich in Graz. 1927 wurde er als planmäßiger außerordentlicher Professor und Direktor des Instituts für Gerichtliche Medizin an die Universität Heidelberg berufen. 1932 wurde er in Heidelberg zum Ordinarius ernannt. Nach der nationalsozialistischen Machtübernahme gehörte er zu den Heidelberger Hochschullehrern die dem Nationalsozialismus kritisch gegenüberstanden. Der Heidelberger Physiologe Johann Daniel Achelis, ein überzeugter Nationalsozialist, berichtete dem Reichserziehungsministerium 1936, Schwarzacher sei „in seiner weltanschaulichen Haltung sehr weit entfernt von den Grundsätzen des Nationalsozialismus“. Seine „weltanschaulich abweichende Haltung“ zeige sich „in Fragen der Sterilisation, Abtreibung usw.“
1936 folgte Schwarzacher einem Ruf als ordentlicher Professor an die Universität Graz. Nach dem Anschluss Österreichs an Nazi-Deutschland wurde er in Graz 1938 aus politischen Gründen entlassen. Zur Begründung hieß es, Schwarzacher habe sich „in sehr scharfer und abfälliger Weise gegen den NS und seine Einrichtungen“ ausgesprochen. Deshalb sei er „völlig untragbar“. Schwarzacher zog sich daraufhin ins Privatleben zurück. Nach dem Ende des Zweiten Weltkriegs lehrte er von 1946 bis 1958 als ordentlicher Professor an der Universität Wien.

## Ehrungen
- 1968 wurde die Walter-Schwarzacher-Gasse im 21. Wiener Gemeindebezirk nach Schwarzacher benannt.[3]